# V382 Carinae
V382 Carinae (x Car) – gwiazda zmienna znajdująca się w gwiazdozbiorze Kila w odległości 5930 lat świetlnych od Słońca.
V382 Carinae to żółty hiperolbrzym typu widmowego G o średniej jasności +3,93m. Jest klasyfikowany jako gwiazda zmienna typu cefeida, a jego jasność waha się od wielkości +3,84 do +4,02m.